# آموزش بزرگسالان

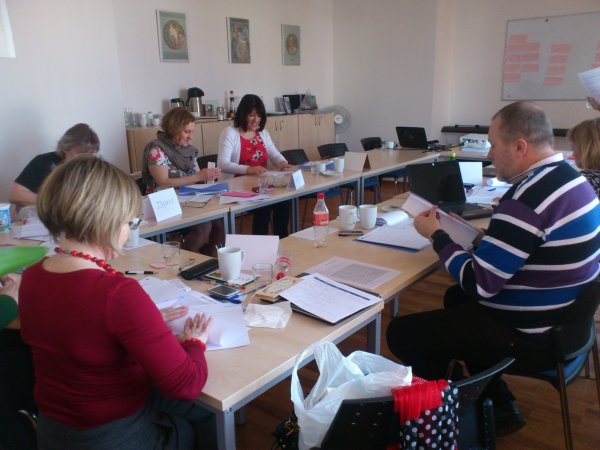
آموزش بزرگسالان

آموزش بزرگسالان به آن قسمتی از آموزش و پرورش گفته می‌شود که متمرکز به بزرگسالان است، که می‌تواند شامل آموزش رسمی (در کلاس و مدرسه)، یا فعالیت‌های غیررسمی و خودآموزی باشد.